# 密节坡油甘
密节坡油甘（学名：Smithia conferta）为豆科坡油甘属下的一个种。